# Gottfried von Hohenlohe-Schillingsfürst
Gottfried Maximilian Maria zu Hohenlohe-Schillingsfürst, principe di Hohenlohe-Schillingsfürst, principe di Ratibor e Corvey (Vienna, 8 novembre 1867 – Vienna, 7 novembre 1932), egli fu l'ultimo ambasciatore austriaco presso l'Impero di Germania.

## Biografia

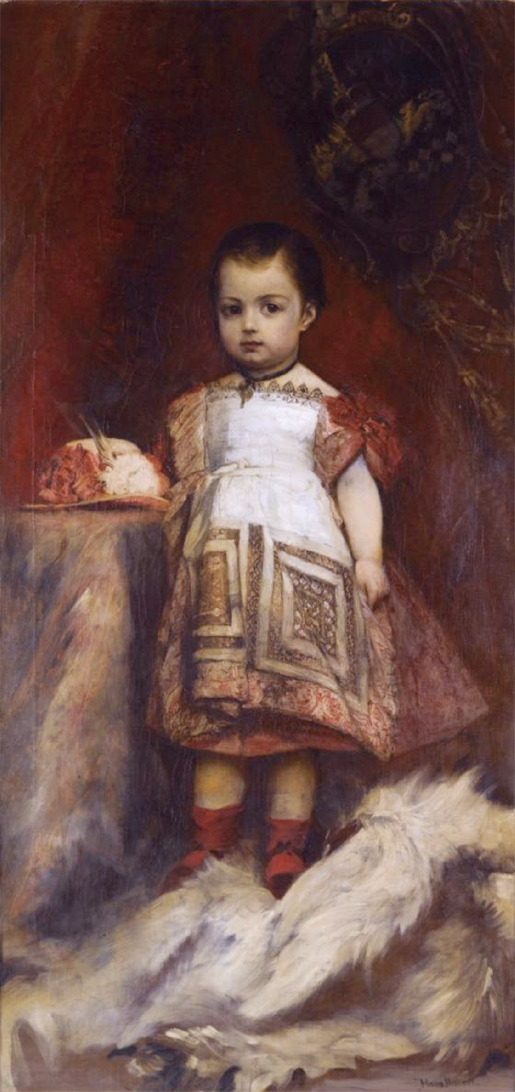
Gottfried ritratto in tenera età

Nato a Vienna l'8 novembre 1867, Gottfried era figlio del Obersthofmeister dell'Imperatore, il principe Costantino di Hohenlohe-Schillingfürst (1828–1896) ed era fratello del principe Corrado di Hohenlohe-Schillingsfürst, che fu primo ministro austriaco nel 1906 e che divenne poi Lord Alto Stuart nel 1917. Egli sposò l'Arciduchessa Maria Enrichetta d'Austria, figlia dell'Arciduca Federico, Duca di Teschen che era il supremo comandante delle armate austriache durante la prima guerra mondiale. La coppia si maritò il 3 giugno 1908 nel Baden.
Dopo il diploma ottenuto presso lo Scottish gymnasium di Vienna, il principe di Hohenlohe-Schillingsfürst entrò nell'esercito, nel corpo degli ussari dal 1887. Promosso luogotenente nel 1889, egli frequentò l'accademia di guerra dal 1893 al 1895 ed entrò nello staff generale. Nel 1900 egli venne promosso capitano ed inviato a San Pietroburgo come attaché militare nel 1902. Nel 1906 venne promosso maggiore ma si ritirò dal servizio attivo nell'esercito l'anno successivo e si trasferì al ministero degli esteri, abbandonando l'incarico nel 1908 a causa del suo matrimonio con l'arciduchessa. Il 2 febbraio 1913 l'Imperatore Francesco Giuseppe I d'Austria concesse al principe di Hohenlohe-Schillingsfürst di condurre una speciale missione a San Pietroburgo al fine di alleviare le tendenti relazioni tra i due paesi a causa della guerra balcanica dell'inverno 1912/1913. Nell'aprile del 1914, egli rientrò nel corpo diplomatico mentre sua moglie decise di rinunciare al titolo di Altezza Imperiale e Reale.
Il 4 agosto 1914, l'Imperatore Francesco Giuseppe nominò il principe di Hohenlohe-Schillingsfürst quale suo ambasciatore a Berlino, rimpiazzando l'anziano Conte von Szögyény-Marich, una nomina discussa per molto tempo e che incontrò resistenza anche dall'anziano aristocratico ungherese. Egli era un convinto sostenitore della Duplice alleanza del 1879 tra Impero austro-ungarico e Germania e cercò di mantenerla il più possibile anche in seno agli scontri del primo conflitto mondiale. Il peggioramento delle sorti dell'armata austriaca negli scontri, presto però compromisero questa sua visione. Nel 1917 egli si convinse che la guerra era ormai perduta e che fosse necessario quanto prima sottoscrivere una pace, anche giungendo ad una pace separata come stava tentando di fare l'Imperatore Carlo I d'Austria.
Dopo la fine della guerra, il principe di Hohenlohe-Schillingsfürst si ritirò dal servizio pubblico dedicandosi negli ultimi suoi anni alla corsa a cavallo.
Nel 1917, inoltre, era stato promosso al grado di Maggiore-Generale e aveva dato le proprie dimissioni dall'esercito. Egli venne investito anche dell'onorificenza dell'Ordine del Toson d'oro sempre nel 1917.
Egli morì a Vienna il 7 novembre 1932.

## Ascendenza
|                                                      |                                         |                                                                | Genitori                                   |  |  | Nonni |  |  | Bisnonni                                                 |  |  | Trisnonni                                               |  |
|                                                      |                                         |                                                                |                                            |  |  |       |  |  | Karl Albrecht II zu Hohenlohe-Waldenburg-Schillingsfürst |  |  | Karl Albrecht I zu Hohenlohe-Waldenburg-Schillingsfürst |  |
|                                                      |                                         |                                                                |                                            |  |  |       |  |  | Karl Albrecht II zu Hohenlohe-Waldenburg-Schillingsfürst |  |  | Karl Albrecht I zu Hohenlohe-Waldenburg-Schillingsfürst |  |
|                                                      |                                         | Sophie Wilhelmine von Löwenstein-Wertheim-Rochefort            |                                            |  |  |       |  |  | Karl Albrecht II zu Hohenlohe-Waldenburg-Schillingsfürst |  |  |                                                         |  |
| Franz Joseph zu Hohenlohe-Waldenburg-Schillingsfürst |                                         |                                                                |                                            |  |  |       |  |  | Karl Albrecht II zu Hohenlohe-Waldenburg-Schillingsfürst |  |  |                                                         |  |
|                                                      |                                         | Judith Reviczky de Revisnye                                    | Johann Kasimir Reviczky de Revisnye        |  |  |       |  |  |                                                          |  |  |                                                         |  |
|                                                      |                                         | Judith Reviczky de Revisnye                                    | Johann Kasimir Reviczky de Revisnye        |  |  |       |  |  |                                                          |  |  |                                                         |  |
|                                                      |                                         | Judith Reviczky de Revisnye                                    | Róza Perényi de Perény                     |  |  |       |  |  |                                                          |  |  |                                                         |  |
| Konstantin zu Hohenlohe-Waldenburg-Schillingsfürst   |                                         | Judith Reviczky de Revisnye                                    |                                            |  |  |       |  |  |                                                          |  |  |                                                         |  |
|                                                      |                                         | Karl Ludwig zu Hohenlohe-Langenburg                            | Christian Albrecht zu Hohenlohe-Langenburg |  |  |       |  |  |                                                          |  |  |                                                         |  |
|                                                      |                                         | Karl Ludwig zu Hohenlohe-Langenburg                            | Christian Albrecht zu Hohenlohe-Langenburg |  |  |       |  |  |                                                          |  |  |                                                         |  |
|                                                      |                                         | Karl Ludwig zu Hohenlohe-Langenburg                            | Caroline zu Stolberg-Gedern                |  |  |       |  |  |                                                          |  |  |                                                         |  |
| Constanze zu Hohenlohe-Schillingsfürst               |                                         | Karl Ludwig zu Hohenlohe-Langenburg                            |                                            |  |  |       |  |  |                                                          |  |  |                                                         |  |
|                                                      |                                         | Amalie Henriette zu Solms-Baruth                               | Johann Christian II zu Solms-Baruth        |  |  |       |  |  |                                                          |  |  |                                                         |  |
|                                                      |                                         | Amalie Henriette zu Solms-Baruth                               | Johann Christian II zu Solms-Baruth        |  |  |       |  |  |                                                          |  |  |                                                         |  |
|                                                      |                                         | Amalie Henriette zu Solms-Baruth                               | Friederike Louise Sophie zu Reuß-Köstritz  |  |  |       |  |  |                                                          |  |  |                                                         |  |
| Gottfried zu Hohenlohe-Waldenburg-Schillingsfürst    |                                         | Amalie Henriette zu Solms-Baruth                               |                                            |  |  |       |  |  |                                                          |  |  |                                                         |  |
|                                                      | Ludwig Adolf Peter zu Sayn-Wittgenstein | Christian Ludwig Casimir Graf zu Sayn-Wittgenstein-Ludwigsburg |                                            |  |  |       |  |  |                                                          |  |  |                                                         |  |
|                                                      | Ludwig Adolf Peter zu Sayn-Wittgenstein | Christian Ludwig Casimir Graf zu Sayn-Wittgenstein-Ludwigsburg |                                            |  |  |       |  |  |                                                          |  |  |                                                         |  |
|                                                      | Ludwig Adolf Peter zu Sayn-Wittgenstein | Amalie Ludowika Finck von Finckenstein                         |                                            |  |  |       |  |  |                                                          |  |  |                                                         |  |
| Nikolaus zu Sayn-Wittgenstein                        | Ludwig Adolf Peter zu Sayn-Wittgenstein |                                                                |                                            |  |  |       |  |  |                                                          |  |  |                                                         |  |
|                                                      |                                         | Antuanetta Snarska                                             | Stanisław Snarski                          |  |  |       |  |  |                                                          |  |  |                                                         |  |
|                                                      |                                         | Antuanetta Snarska                                             | Stanisław Snarski                          |  |  |       |  |  |                                                          |  |  |                                                         |  |
|                                                      |                                         | Antuanetta Snarska                                             | Maria Kazimiera Swolinska                  |  |  |       |  |  |                                                          |  |  |                                                         |  |
| Marie zu Sayn-Wittgenstein                           |                                         | Antuanetta Snarska                                             |                                            |  |  |       |  |  |                                                          |  |  |                                                         |  |
|                                                      |                                         | Peter Iwanowski                                                | …                                          |  |  |       |  |  |                                                          |  |  |                                                         |  |
|                                                      |                                         | Peter Iwanowski                                                | …                                          |  |  |       |  |  |                                                          |  |  |                                                         |  |
|                                                      |                                         | Peter Iwanowski                                                | …                                          |  |  |       |  |  |                                                          |  |  |                                                         |  |
| Karolina Elżbieta Iwanowska                          |                                         | Peter Iwanowski                                                |                                            |  |  |       |  |  |                                                          |  |  |                                                         |  |
|                                                      |                                         | Pauline Podowski                                               | …                                          |  |  |       |  |  |                                                          |  |  |                                                         |  |
|                                                      |                                         | Pauline Podowski                                               | …                                          |  |  |       |  |  |                                                          |  |  |                                                         |  |
|                                                      |                                         | Pauline Podowski                                               | …                                          |  |  |       |  |  |                                                          |  |  |                                                         |  |
|                                                      |                                         | Pauline Podowski                                               |                                            |  |  |       |  |  |                                                          |  |  |                                                         |  |